# ویلیام بارسونز
ویلیام بارسونز، ارل راس سوم (انگلیسی: William Parsons, 3rd Earl of Rosse؛ ۱۷ ژوئن ۱۸۰۰ – ۳۱ اکتبر ۱۸۶۷) یک دانشمند انگلیسی-ایرلندی بود که در زمینه اخترشناسی و ساخت چندین تلسکوپ شهرت دارد.
تلسکوپ ۷۲ اینچی که ویلیام بارسونز در سال ۱۸۴۵ ساخت از نظر اندازه دیافراگم، تا اوایل قرن بیست بزرگترین تلسکوپ جهان بود.
وی همچنین برنده جوایزی همچون مدال پادشاهی شده‌است.